# Суйкинкуцу
Едно Суйкинкуцу (на японски: 水琴窟), известно като водна цитра под формата на пещера е елемент от орнаментиката на японската градина и също така един музикален елемент. Състои се основно от керамично гърне, обърнато с дъното нагоре и отвор на дъното. През този отвор в затворения вътрешен обем капе вода, в който се е създало малко езерце. При падането на капката във водата се генерира звук, който наподобява вътре в гърнето звук на звънче или струна на японска цитра наречена кото. В нормалния случай суйкинкуцу се изгражда в близост до трандиционни японски каменени съдове под формата на басейнче, наричани хоцубаши  и са част от така наречените цукубаи, използвани за измиване на ръцете преди японската чаена церемония.

## Конструкция
Изграждането на едно Суйкинкуцу е сложна задача, тъй като отделните компоненти трябва да бъдат настроени фино един към друг за да могат да създават чист звук. Най-важният елемент на конструкцията е съда, който представлява обърнато обратно и поставено в земята гърне. В нормалните случаи за това се използват гърнета, които се използват като съдове за съхранение на вода или ориз. Могат да се използват както глазирани и неглазирани гърнета. В съвремените условия се използват и метални суйкинкуцу. Най-често се използват неглазирани гърнета, тъй като грапавата им повърхност помага при образуването на капките. Височената на гърнето може да бъде от 30 см. до метър, а диаметъърът от 30 см. до 50 см. Отворът в горната страна е около 2 см. При чукване то трябва да издава ясен звук. Затова повредени (счупени) съдове не могат да се използват за целта.
Едно суйкинкуцу се намира на практика в легло от чакъл. Повърхността под гърнето е обикновено бетонирана, така че да може да се образува локвичка. Понякога е направена от здраво набита почва или глина. Има дренаж (изход за оттичане на определена височина), който не позволява нивото на водата да се повиши. Горната страна на гърнето е покрита с по-големи камъни. По традиция суйкинкуцу се прави близо до съд за измиване на ръцете, като се разполага между съда за измиване и първия камък по пътя за изтичани.

### Модернизирани варианти
- Не се изработват задължително свързано с измиването на ръцете
- Правят се там, където има непрекъснат поток вода
- Изработват се и вътре в жилищните помещения
- Изработват се с метални съдове
- В ресторантите и магазини се изработват търговски сейкикутсу с електронно усилване на звука и високоговорители
- Подобни устройства се изработват като част от паркови и скулптурни инсталации и са разположени над земята
- Добавят се тръби за пренасяне на звука.